# Belomorsk
Belomorsk (in russo Беломорск?, in careliano Šuomua, in finlandese Sorokka) è una città della Russia nella Repubblica di Carelia, che ospita una popolazione di circa 11.000 abitanti. La città è situata sulle rive della Baia dell'Onega, nella parte occidentale del Mar Bianco, nei pressi della foce del Canale Mar Bianco-Mar Baltico a circa 340 da Petrozavodsk. Il primo insediamento risale al XII secolo, ha ottenuto lo status di città nel 1932 ed è capoluogo del Belomorskij rajon.